# رانسوم ستيفنز
رانسوم ستيفنز (بالإنجليزية: Ransom Stephens)‏ (20 نوفمبر 1961)؛ روائي أمريكي.